# Stanley Ben Prusiner
Stanley Ben Prusiner (Des Moines, Iowa, EUA, 28 de maig de 1942) és un bioquímic, neuròleg i professor universitari nord-americà guardonat amb el Premi Nobel de Medicina o Fisiologia l'any 1997.

## Biografia
Pocs anys després del seu naixement, la família es traslladà a Boston, i en finalitzar la Segona Guerra Mundial, retornen a Des Moines. No obstant, el 1952 es traslladen a Cincinnati, que és on Prusiner va créixer. En aquesta ciutat es matriculà a l'institut Walnut Hills. Va accedir a la Universitat de Pennsilvània el 1960 on obtingué el seu grau universitari en bioquímica i medicina. Prusiner dugué a terme les pràctiques de medicina a la Universitat de Califòrnia, San Francisco. El 1968 coneix en aquesta mateixa ciutat a la seva futura esposa, Sandy Turk, que treballava com a professora de matemàtiques, i amb la qual tindria dues filles. Poc després, es desplaçà al National Institutes of Health, on estudià les glutaminases d'Escherichia coli. Després de tres anys al NIH, Prusiner retornà a la Universitat de Califòrnia, San Francisco, per convertir-se en resident de neurologia. El 1974 es converteix en professor de neurologia i bioquímica, i des d'aleshores ha estat implicat en projectes de diverses facultats i universitats. Es doctorà a la Universitat de Pennsilvània, especialitzant-se en bioquímica. El 1972 fou nomenat membre de la Universitat de San Francisco, entrant a formar part inicialment de l'Escola de Medicina i posteriorment fou nomenat professor de neurologia bioquímica. Des del 1986 és membre estranger de la Royal Society de Londres.

## Recerca científica: prions
Passats dos mesos des de l'inici de la seva formació com a intern de medicina a la Universitat de Califòrnia, San Francisco, començà a tractar una pacient que presentava una pèrdua de memòria progressiva i dificultat per realitzar feines rutinàries. Prusiner assegurà anys després que el sorprengué el fet que la pacient s'estigués morint d'una “infecció lenta” coneguda com la malaltia de Creutzfeldt-Jakob, l'origen de la qual era desconegut. A partir d'aquest cas, com més llegia sobre la malaltia més interessat es mostrava a descobrir-ne l'origen. El 1974 va acceptar el lloc de professor ajudant ofert per Robert Fishman, cap del Departament de Neurologia de la Universitat de Califòrnia de San Francisco, i va començar a realitzar els seus experiments de laboratori sobre el scrapie, malaltia del tipus encefalopatia espongiforme transmissible que afecta animals de les espècies ovina, caprina i bovina, la qual va originar una epidèmia al Regne Unit i es va estendre arreu del món. Per aconseguir fons, va sol·licitar una beca al NIH que li va ser concedida i va començar a treballar al costat de William Hadlow i Carl Eklund, per intentar esclarir el comportament de l'agent causant de la malaltia. Al principi es creia que l'origen de la malaltia seria un petit virus, per la qual cosa va quedar absolutament sorprès quan les dades van mostrar que es tractava de proteïnes sense àcid nucleic o ADN. Tot i les dificultats econòmiques per les que passava el projecte, es van aconseguir nous patrocinadors i l'equip de Prusiner es va anar refermant cada vegada més sobre l'origen proteic de la malaltia.
El 1982 Prusiner enuncia el descobriment de l'agent patogen causant d'aquesta malaltia, que no era ni un virus, bacteri o microorganisme, sinó una nova entitat que Prusiner va anomenar prió, una molècula de proteïna anòmala, aparentment reproduïble dins les cèl·lules nervioses sense assistència d'un àcid nucleic. Prusiner va resumir el seu efecte de forma gràfica: “L'acumulació de prions en el cervell genera grans buits en aquest que li donen l'aparença d'un formatge suís”.

## Oposició científica
Durant molts anys, la comunitat científica va considerar Stanley Prusiner una mena d'“heretge”, ja que defensava l'existència d'un nou agent infecciós: el prió, una proteïna sense material genètic, causant, entre altres malalties, del “mal de les vaques boges” i de la seva variant humana, la malaltia de Creutzfeldt-Jakob. “Els viròlegs van reaccionar amb incredulitat i alguns dels investigadors que també hi estaven treballant estaven irritats”, recorda en la seva autobiografia. Si es trobava àcid nucleic en l'agent, la paraula prió deixaria de tenir sentit. Els científics van buscar amb obstinació aquest ADN, però no es va trobar rastre d'àcid nucleic en l'agent causant de la malaltia, la qual cosa confirmà la teoria de Prusiner. L'any 1997 fou guardonat amb el Premi Nobel de Medicina o Fisiologia “pel descobriment del prió, un nou principi biològic d'infecció”. El reconeixement implícit en aquest premi a la seva recerca al voltant del mal de les vaques boges no fou exempt de polèmica i molts dels seus companys de professió el van considerar infundat i prematur.

### Guardons i reconeixements
- El premi Potamkin per la recerca sobre la malaltia d'Alzheimer, concedit per l'Acadèmia Americana de Neurologia, (1991)
- El premi Richard Lounsbery per recerques científiques extraordinàries Biologia i Medicina, donat per la National Academy of Sciences (1993)
- El premi de la Fundació Internacional Gairdner, (1993)
- El premi Albert Lasker per a recerca en Medicina Bàsica, (1994)
- El remi Paul Ehrlich i Ludwig Darmstaedter atorgat per la República Federal d'Alemanya, (1995)
- El premi Wolf de Medicina, concedit per la Fundació Wolf d'Israel, (1996)
- El premi Keio Internacional de la Ciència Mèdica, (1996)
- El premi Louisa Gross Horwitz donat per la Universitat de Colúmbia, (1997)
- El Premi Nobel de Medicina o Fisiologia, (1997)
- La medalla Benjamin Franklin, concedida per l'Institut Franklin, (1998)
- El Doctorat Honorari de la Universitat CEU Cardenal Herrera, València (2005)
- La Medalla Nacional de la Ciència (2010)

### Publicacions
- Slow Transmissible Diseases of the Nervous System (1979, amb William J Hadlow)
- Prions: Novel Infectious Pathogens causing Scrapie and Creutzfeldt-Jakob Disease (1987, amb Michael P McKinley)
- Prion Diseases: Of Humans and Animals (1994)
- Prions, Prions, Prions (1996)
- Mad Cows, Cannibals and Prions: Prion Biology and Diseases (1996, amb Piet Borst)
- Prion Biology and Diseases (2004)